# Guy d'Anjou
 (novembre 2024).
Guy d'Anjou, né vraisemblablement en 932 et mort en 996 ou 995, est un homme religieux. Il est abbé de Saint-Paul de Cormery de 960-961[pas clair] à 976, puis évêque du Puy-en-Velay à partir de 976 jusqu'à sa mort. Il est reconnu pour son engagement dans les premières tentatives d’instaurer la Paix de Dieu, un mouvement visant à limiter la violence féodale face à des seigneurs toujours plus belliqueux. L’action de Guy d'Anjou, à l’instar de celle d’Étienne II de Clermont, semble même avoir précédé le concile de Charroux en 989. Il fait partie du mouvement réformateur qui tend à restaurer l'autorité morale de l'Église depuis le concile de Trosly de 909 et dont les abbayes de Cluny, Brogne ou Gorze sont les fers de lance.

## Biographie
Fils cadet de Foulques II, comte d'Anjou, et de Gerberge, il est probablement placé jeune à l'abbaye de Saint-Martin pour recevoir son éducation. Au début de sa vie monastique, il entre à l'abbaye de Cormery comme moine, où son père, Foulques le Bon, est abbé laïc.

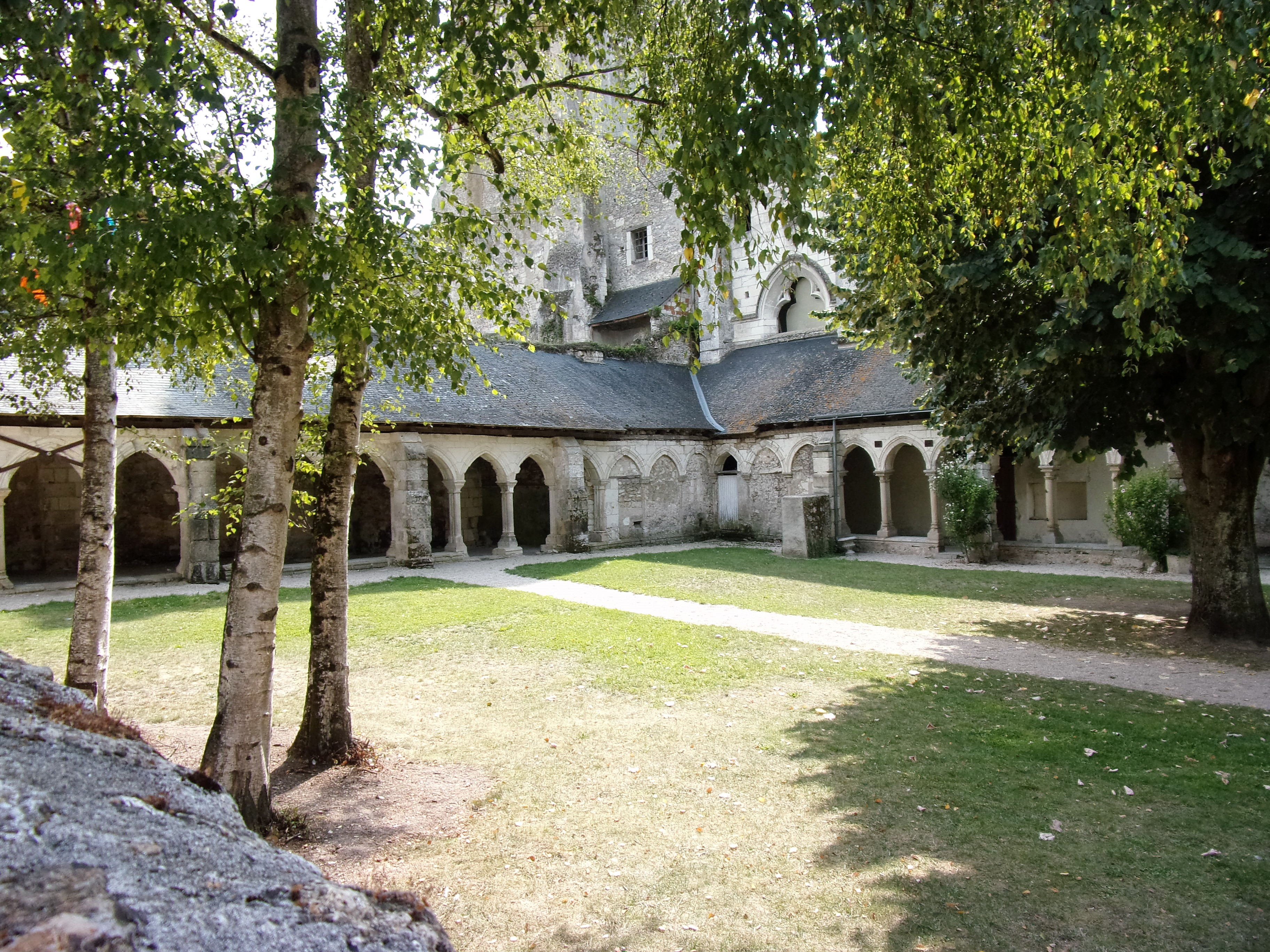
Le cloître de l'abbaye de Saint-Paul de Cormery.

Guy devient abbé de Cormery en 960-961 et prend la tête de plusieurs monastères, dont Saint-Aubin d'Angers, Ferrières-en-Gâtinais et Villeloin. Ses premières années en tant qu'abbé sont marquées par un comportement d'abbé laïc, en dépit des attentes de la règle monastique. Cependant, sous l'influence de son oncle Guy, évêque de Soissons, et de l'abbé Hincmar, il adopte un comportement plus conforme aux exigences monastiques. En 965, Guy d'Anjou prend une décision importante en libérant l'abbaye de Villeloin de la tutelle de Cormery, qu'il confie au moine Humbert, permettant ainsi à la communauté de moines de choisir leur abbé, et d’obtenir une plus grande autonomie interne. Il garde l'abbatiat de Cormery. À Ferrières, il cède probablement sa place vers 970 et à Saint-Aubain il laisse sa place à un abbé nommé par son frère, le comte d'Anjou. Sa réputation attire l’attention de Lothaire, roi de Francie occidentale, qui voit en lui un allié potentiel pour pacifier les régions troublées un peu plus éloignées du pouvoir royal. En effet, l'évêché dirigé par Guy d'Anjou tendait à s'affranchir des influences. Cette nomination pourrait en partie être expliquée par le rayonnement de sa famille, notamment de son oncle Guy, évêque de Soissons, et de sa sœur Adélaïde, veuve d'Étienne de Gévaudan, qui renforçaient sa position dans cette région stratégique. L'alliance avec Lothaire se concrétisa également par le mariage de Louis V, le fils du roi, avec la sœur de Guy d'Anjou. Cependant, ce mariage ne donna pas les résultats escomptés et se révéla être un échec. Les deux neveux de Guy, Pons et Bertrand, qui furent comtes de Brioude et de Gévaudan, étaient des soutiens importants sur place. 
Vers 976, Guy d'Anjou est élu évêque du Puy-en-Velay, avec le soutien royal. Sa mission est double : restaurer l’ordre dans une région marquée par l’instabilité politique et protéger les intérêts de l’Église face aux pillages et aux conflits. Avec l'appui de ses neveux Pons et Bertrand, seigneurs influents, il œuvre à pacifier la région.
En tant qu’évêque, Guy convoque des assemblées publiques (plaids) de Laprade vers (vers 976-980). Ses efforts préfigurent les réformes de la Paix de Dieu, visant à limiter la violence féodale et à restaurer l’ordre. Guy d'Anjou a les moyens militaires nécessaires pour imposer par la force aux milites présents à Laprade de prêter serment de rendre les biens spoliés et de les garantir en livrant des otages.
Avec Guy, c'est aussi le premier jubilé du Puy-en-Velay qui est célébré en 992, et un an après, il réalise l'une de ses actions les plus marquantes : la fondation de l'abbaye de Saint-Pierre-le-Monastier, le 9 ou 13 avril 993. L'abbaye devint rapidement un centre religieux important, bénéficiant de nombreuses donations, notamment de la part de Guy d'Anjou lui-même. Sa fondation était peut-être dédiée à Saint-Benoît à l'origine. Il était prévu qu'elle devienne un lieu de sépulture.
De plus, Guy d'Anjou se distingua par son action épiscopale, marquée par des initiatives importantes pour l'Église. Il œuvra pour la paix diocésaine, entreprit une réforme du chapitre cathédral et fonda Saint-Michel d'Aiguilhe.
Le concile de Saint-Paulien, organisé sous l'égide de Guy d’Anjou vers 990, constitue un moment clé de son épiscopat, en réponse aux difficultés de son époque. Lors de ce concile, Guy d'Anjou reçoit un soutien important, principalement de la part du clergé local ainsi que des seigneurs et évêques des régions voisines. Cependant, cette concentration de soutien local met en évidence que son influence restait limitée à cette zone géographique immédiate. Bien que le concile ait constitué une tentative de restaurer l'ordre moral et spirituel, la multiplication de tels conciles à l'époque, malgré l'enthousiasme initial, montre leur inefficacité à instaurer un ordre durable face à des seigneurs peu enclins à se soumettre à de telles initiatives. De plus, Guy d'Anjou entend non seulement résoudre ces conflits mais peut-être aussi à protéger les intérêts religieux locaux, notamment les reliques de Saint-Julien à proximité.
Guy d'Anjou décède en 996. Le successeur est son neveu, Étienne de Gévaudan.